# Bromus laevipes
Bromus laevipes es una especie herbácea perenne perteneciente a la familia de las gramíneas (Poaceae).

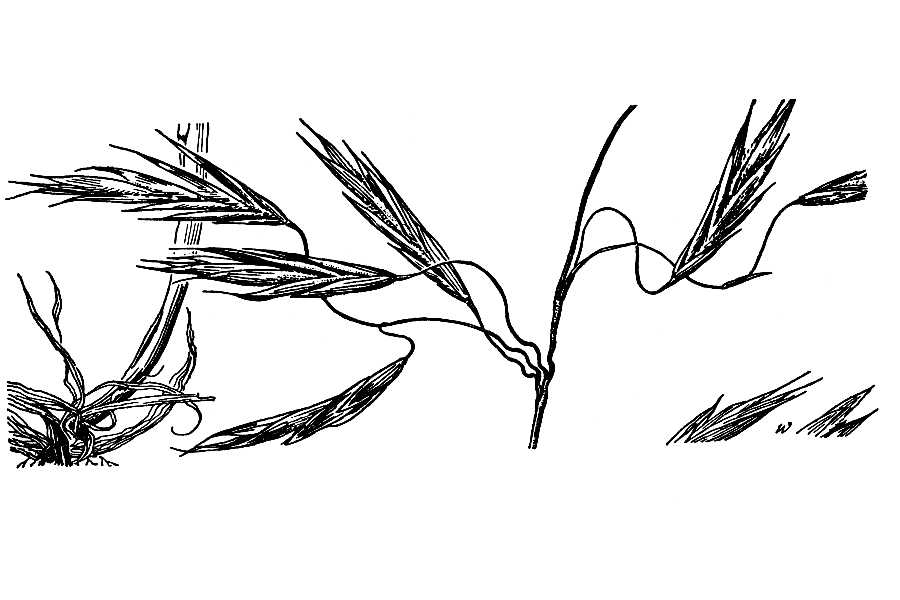
Ilustración

## Descripción
Es una hierba perenne que puede superar los 1,5 metros de altura. Las láminas de las hojas pueden ser casi de 2 centímetros de ancho en la base. La inflorescencia es un conjunto abierto de espiguillas, las inferiores caídas. Las espiguillas son aplanadas y generalmente peludas o suaves.

## Distribución y hábitat
Bromus laevipes  es originaria del oeste de Norteamérica desde Washington a Baja California, donde crece en muchos tipos de hábitat. 

## Taxonomía
Bromus laevipes fue descrita por  Cornelius Lott Shear y publicado en Bulletin, Division of Agrostology United States Department of Agriculture 23: 45, f. 25. 1900.
Etimología
Bromus: nombre genérico que deriva del griego bromos = (avena), o de broma = (alimento).
laevipes: epíteto latino que significa "con tallo liso".
Sinonimia
- Bromopsis laevipes (Shear) Holub	[4][5]